# Wiel (Leeuwarden)
Wiel of Wielsterzijl (Fries: It Wiel of Wielstersyl) is een buurtschap in de gemeente Leeuwarden, in de Nederlandse provincie Friesland. Wiel ligt tussen Jellum en Weidum aan de Wielsterdyk en bestaat uit ongeveer 15 bij elkaar liggende huizen en gebouwen. 
De oudste benaming is Frerck to Weel. De plaatsnaam zou verwijzen naar een wiel of weel, een wateroppervlakte (gat of poel), die overgebleven is na een dijkdoorbraak. De benaming Wielsterzijl duidt op de schutsluis in de Wielervaart. 

## Openbaar vervoer
- Lijn 93: Sneek - Scharnegoutum - Deersum - Bozum - Oosterwierum - Mantgum - Jorwerd - Weidum - Weidum, Wielsterdyk (Wiel) - Beers - Jellum - Boksum - Leeuwarden

Steden, dorpen en gehuchten: Aegum · Baard · Beers · Britsum · Cornjum · Finkum · Friens · Goutum · Grouw · Hempens · Hijlaard · Hijum · Huins · Idaard · Irnsum · Jellum · Jelsum · Jorwerd · Leeuwarden · Lekkum · Lions · Mantgum · Miedum · Oosterlittens · Oude Leije · Roordahuizum · Snakkerburen · Stiens · Swichum · Teerns · Warstiens · Wartena · Warga · Weidum · Wirdum · Wytgaard

Buurtschappen: Abbengawier · Angwier · Baardburen · Bartlehiem (deels) · Barrahuis · De Hem · Domwier · Fons · Groote Bontekoe · Gotum · Hezens · Horne · Hofland · Hoptille · Marwird · Midsburen · Naarderburen · Noordend · Oude Schouw (deels) · Poelhuizen · Rewerd (deels) · Schillaard · Schrins · Tichelwerk · Tjaard · Tjeintgum · Truurd · Tsienzerburen · Vensterburen · Vierhuis · Vrouwbuurtstermolen (deels) · Wammerd · Wiel · Wieuwens · Wilaard · Zuiderburen · Zuiderend

Voormalige buurtschappen: De Drie Romers · Hoek

Friesland: Steden en dorpen      Nederland: Provincies · Gemeenten